# Колісник Нестір Данилович
Колісник Нестір Данилович — лірник із села Катричівки Валківського повіту. Учень Павла Гащенка. До репертуару входили традиційні для слобідських співців думи і псальми. Від Нестіра Колісника наприкінці 20-х років В. Харків робив фонозаписи. Учасник «Всеукраїнської наради кобзарів і лірників» 1939 року. Мав багато учнів.